# 美國西南部

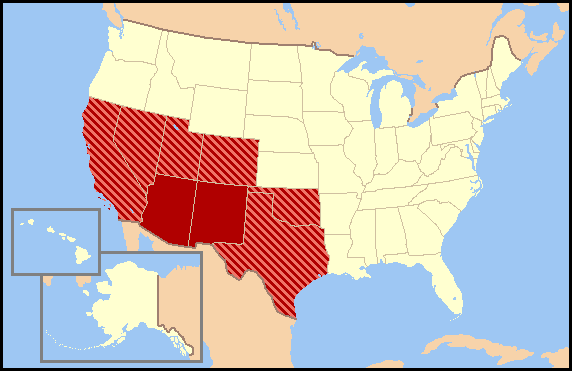
地區的界定定義不一。深紅的地區通常被認為是美國西南部的一部分，而條狀的地區可能被認為是美國西南部的一部分。

美國西南部（英語：Southwestern United States、American Southwest或The Southwest）是美國西部的一個區域，比北部溫暖，但比東部乾燥。西南地区的人口分布比鄰近區域較為稀疏（以至于其城市也比其他城市的人口密度低），並且有較多的西裔美國人，墨西哥美國人和美洲印第安人，所以西南部比其它地区更加種族多元化。
西南部在地理上包括“西南沙漠區”，主要為亞利桑那州和新墨西哥州。部分內華達州和猶他州、得克薩斯州西部和俄克拉何馬州、加利福尼亞州南部及科羅拉多州西南部也被認為是美国西南部的一部分。
通常，美國東部的人更加傾向認為得克薩斯和俄克拉何馬為美國西南的一部分，加利福尼亞州、亞利桑那州和新墨西哥州的人可能認為得克薩斯州的大部分，或許除了遙遠的西得克薩斯，如艾爾帕索等城市，為南部的一部分。
洛杉磯是美國西南部最大的城市（在全美為第二大）。鳳凰城（在西南部的中心地帶）和聖安東尼奧也位列美國十大城市。沃斯堡則名列20大。許多在這個區域的市區（如拉斯維加斯、鳳凰城和沃斯堡）在過去十年有極快的人口增長。這個地區以其大膽的藝術為人所知。德墨菜（Tex Mex）飲食文化在南得克薩斯（聖安東尼奧地区）有很大的影響力，雖然更加傳統的西南飲食文化在西得克薩斯州可以找得到。